# Paul Kuijpers
Paul Herman Felix Kuijpers (Elst, 4 juni 1939 - nabij Ierápetra, 9 september 1971) was een Nederlandse landbouwexpert, die in de jaren zestig van de twintigste eeuw nieuwe landbouwtechnieken introduceerde in Griekenland.

## Leven en werk
Paul Kuijpers volgde in Nederland een opleiding aan een Agrarische Hogeschool en werkte daarna als tuinbouwkundige enkele jaren op het Griekse eiland Syros, waar hij zich bezighield met zaaitechnieken. Na zijn huwelijk in 1966 vertrok Kuijpers met zijn vrouw naar het Griekse eiland Kreta en vestigde zich daar in het aan de zuidoostkust gelegen Ierápetra. Samen met een compagnon begon hij een bedrijf dat kassen bouwde ten behoeve van de teelt van landbouwproducten. Ze werkten daarbij samen met de toen nog zeer arme boerenbevolking in de omgeving van Ierápetra. De boeren zagen al gauw in dat ze met behulp van kassen in plaats van slechts eenmaal per jaar opeens meerdere keren per jaar konden oogsten en het bouwen van kassen vond dan ook grote navolging. De economische positie van de boeren nam daardoor aanzienlijk toe. Kuijpers' activiteiten in de streek leverden hem de bijnaam De Hollander op.
In het voorjaar van 1971 werd een groot deel van de kassen in de omgeving tijdens een noodweer verwoest. Ook de kassen van Kuijpers werden door dit lot getroffen. Hij kon zijn arbeiders nog uitbetalen, maar bleef berooid achter. Aan de wederopbouw van het verlorene kwam hij echter niet meer toe: op 9 september van dat jaar kwam hij bij een verkeersongeval net buiten Ierápetra op de weg naar Mirtos om het leven.

## Na zijn dood
Het overlijden van Kuijpers was niet alleen een drama voor zijn gezin (hij was inmiddels vader van een kind en zijn vrouw was op dat moment zwanger van een tweede), maar ook voor de lokale boeren, die zich ontzet betoonden over zijn plotselinge overlijden. Uit erkentelijkheid voor hetgeen Kuijpers voor hen had betekend, lieten zij de uit de streek afkomstige kunstenaar Frixos Theodosakis een bronzen buste van hem maken, die op 11 september 1977 in het dorp Gra Ligia werd onthuld. In Ierápetra werd de uitvalsweg naar Mirtos ter nagedachtenis aan Kuijpers omgedoopt tot de Odos Pavlou Kouper (ὁδός, odos: weg).
In 2006 hadden de bewoners van Ierapetra en omgeving voornamelijk dankzij de kastuinbouw het hoogste gemiddelde inkomen van Kreta. De streek is met circa 1.200 hectare het grootste tuinbouwgebied van het eiland.